# Burg-Kauper

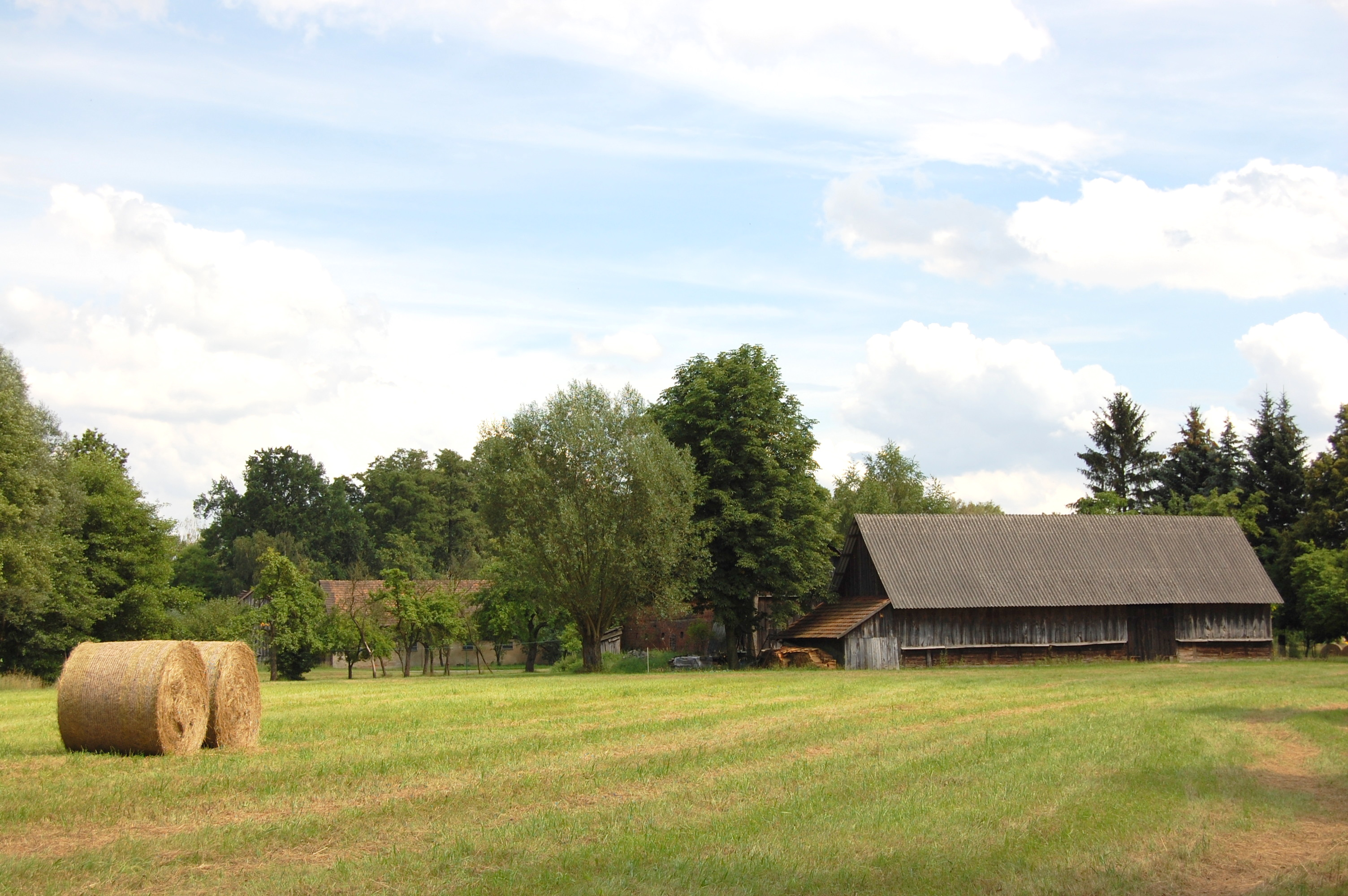
Gehöft in Burg-Kauper

Burg-Kauper, niedersorbisch Kupaŕske Bórkowy, ist ein Gemeindeteil der im Spreewald gelegenen Gemeinde Burg (Spreewald) in Brandenburg.

## Lage
Burg-Kauper ist, wie das sich südlich anschließende Burg-Kolonie, in der ungewöhnlichen Form einer Streusiedlung angelegt. Der gesamte sich nördlich und nordwestlich von Burg-Dorf erstreckende Ort besteht aus jeweils einzelnen für sich stehenden Gehöften. Der Ort wird von verschiedenen Armen der Spree durchzogen, die in der Vergangenheit als einzige Verkehrsader dienten. Heute ist die Ortschaft auch auf dem Landweg zu erreichen. Durch den Ort führt der Gurkenradweg. Burg-Kauper gehört zum traditionellen Siedlungsgebiet der Sorben. Im Jahr 1995 hatten 15,7 % der Bevölkerung niedersorbische Sprachkenntnisse; 7,1 % waren aktive Sprecher.

## Geschichte
Die erste urkundliche Erwähnung des Orts als selbständige Gemeinde erfolgte 1725. Der Ortsname Kauper geht auf das sorbische Kupa (deutsch: „Insel“) zurück. Tatsächlich wurden im Laufe der Zeit die etwas erhöht gelegenen Kaupen im sonst unwegsamen, von Spreearmen durchzogenen Gebiet besiedelt. Wie auch in Burg-Kolonie wurden in Burg-Kauper in der zweiten Hälfte des 18. Jahrhunderts vom preußischen Staat Siedler angesiedelt, um das Gebiet urbar zu machen. Im Jahr 1852 gab es in Burg-Kauper 1390 Einwohner. Als Dorfschulze ist zu dieser Zeit Mathes Selleng überliefert. Zu diesem Zeitpunkt bestand für den Ort auch bereits eine eigene Schule. Eine zweite wurde später auf dem Grundstück Weiden 8 errichtet. Für das Jahr 1852 waren in Burg-Kauper ein Fleischer, elf Vieh-, Federvieh- und Lebensmittelhändler verzeichnet. 1960 wurde Burg-Kauper, wie auch Burg-Kolonie, nach Burg-Dorf eingemeindet.

## Persönlichkeiten
In Burg-Kauper wurden der evangelische Pfarrer und Opfer des Nationalsozialismus Johannes Noack (1873–1942) sowie der Politiker Heinrich Fischer (1890–1946) geboren.